# Panama (Oklahoma)
Panama é uma cidade  localizada no estado norte-americano de Oklahoma, no Condado de Le Flore.

## Demografia
Segundo o censo norte-americano de 2000, a sua população era de 1362 habitantes.
Em 2006, foi estimada uma população de 1409, um aumento de 47 (3.5%).

## Geografia
De acordo com o United States Census Bureau tem uma área de
3,9 km², dos quais 3,9 km² cobertos por terra e 0,0 km² cobertos por água. Panama localiza-se a aproximadamente 134 m acima do nível do mar.

## Localidades na vizinhança
O diagrama seguinte representa as localidades num raio de 16 km ao redor de Panama.